# Idiocerus deodarae
Idiocerus deodarae är en insektsart som beskrevs av Chandrasekhara A. Viraktamath och Sohi 1994. Idiocerus deodarae ingår i släktet Idiocerus och familjen dvärgstritar. Inga underarter finns listade i Catalogue of Life.